# Guido Morpurgo-Tagliabue
Guido Morpurgo-Tagliabue (Milà, 9 gener 1907 – 29 març 1997) va ser un filòsof, crític literari i acadèmic italià, que va treballar diversos camps relacionats amb l'estètica.

## Biografia
Nascut de pare desconegut i de la jove Giovanna Tagliabue, que més tard es va casar amb el madur advocat, conseller i filàntrop Gerolamo Morpurgo (1847-1920), es va formar a la Universitat de Milà, llicenciant-se en Filosofia. Després de diverses col·laboracions amb revistes com a crític literari i teatral, ell mateix es va ocupar de la filosofia a partir de dos assaigs de postguerra, Les estructures del transcendental i El concepte d'estil (tots dos publicats el 1951), que li van donar la plaça de professor d'estètica a la Universitat de Milà, on va ensenyar fins al 1961. Després va ocupar la càtedra de Filosofia teòrica a la Universitat de Trieste (de 1964 a 1982).
Anteriorment havia col·laborat, entre 1931 i 1938, a la revista Il Convegno, però també va escriure a La Lettura i La Rassegna d'Italia, i més recentment a la Rivista critica di storia della filosofia, Rivista di filosofia, Belfagor, Giornale critico della filosofia italiana, Rivista di estetica, Il pensiero, Aretusa, Lingua e stile, Studi di estetica, Studi tedeschi, etcètera.
Va tractar la germanística, l'epistemologia o gnoseologia, la semàntica, l'estètica i la poètica mitjançant nombrosos assaigs fenomenològics.

## Estil i Obra
De la mateixa manera que per a Adelchi Baratono i Antonio Banfi, l'anàlisi de l'estètica i de les opcions poètiques i estilístiques dels artistes de Morpurgo-Tagliabue difereix de la impostació de Benedetto Croce i, després, de la de Guido Calogero, per avançar cap a l'aspecte pràctic, influït també per l'existencialisme positiu de Nicola Abbagnano. El fer art, per a Morpurgo-Tagliabue, no es pot reduir al mer coneixement, i està fortament lligat a la tècnica, entesa també com a gest manual i mecànic, i a l'estil, entès com la relació entre els elements formals i de contingut de l'obra, que és on es troba, també, la unitat en la relació entre percepció i imaginació.
El 1960 va reprendre els seus estudis i els va ordenar a L'esthétique contemporaine, publicat en francès i traduït a diverses llengües. Aquí organitza les teories d'artista i les doctrines estètiques no tant en el sentit cronològic, sinó per tipus: estètica vitalista, psicològica, formalista, fenomenològica, etc.
A Lingüística i estilística d'Aristòtil (1967) i Demetrio, dello stile (1980) tracta de la retòrica i l'estilística antigues. Aristotelismo e Barocco (1954) i Il Barocco e noi (1986) (després reunits a Anatomia del Barocco, 1987) investiguen el Barroc (artístic i literari). També ha tractat l'estètica del segle XVIII, els escrits precrítics de Kant, la polèmica Nietzsche - Wagner, Goethe, Musil, Roth, Kafka, etc.
Va ser crític amb la protesta estudiantil de 1968, però no va evitar l'enfrontament amb el moviment. Una greu malaltia el va privar de l'ús de la veu, però va continuar donant conferències amb l'ajuda d'un sintetitzador de veu.
Va, morir sense fills ni sense haver-se casat mai, als 90 anys el 1997.
En memòria seva, la seva germana Ernesta va obrir una fundació i un premi d'estudis de filosofia a Trieste.

## Obres principals
- Els processos i l'epistemologia de Galileu, Milà: F.lli Bocca, 1947; Milà: Ed. De Comunità, 1963; Roma: Armando, 1981
- El concepte d'estil. Assaig d'una fenomenologia de l'art, Milà: F.lli Bocca, 1951
- Les estructures del transcendental. Petita enquesta sobre el pensament crític, dialèctic, existencial, Milà: F.lli Bocca, 1951
- De los románticos a nosotros, Milà: Marzorati, 1953
- Aristotelisme i barroc, Milà: F.lli Bocca, 1955
- L'estètica contemporània. Una enquête, Milà: Marzorati, 1960
- El concepte de "gust" a la Itàlia del segle XVIII, Florència: La Nuova Italia, 1962
- Lingüística i estilística d'Aristòtil, Roma: Ed. Dell'Ateneo, 1967
- Fenomenologia dels judicis de valor, Trieste: Institut de Filosofia, 1973
- La semàntica i els seus problemes, Trieste: Institut de Filosofia, 1974
- Demetrio, dello stile, Roma: Ed. Dell'Ateneo, 1980
- La neurosi austríaca. Assajos sobre la novel·la, Casale Monferrato: Marietti, 1983
- Nietzsche vs Wagner, Pordenone: Studio Tesi, 1984
- Geologia literària, Milà: Garzanti, 1986
- Anatomia del Barroc, Palerm: Aesthetica, 1987
- Goethe i la novel·la, Torí: Einaudi, 1991
- Taste in eighteenth-century aesthetics, editat per Luigi Russo i Giuseppe Sertoli, Palerm: Centre Internacional d'Estètica, 2002

### Introduccions i prefacis
- Herbert Read, Art i alienació. El paper de l'artista en la societat, Milà: Marzorati, 1975
- Immanuel Kant, Els somnis d'un visionari explicats amb els somnis de la metafísica, Milà: Rizzoli, 1982
- Immanuel Kant, Observacions sobre el sentiment de la bellesa i el sublim, Milà: Rizzoli, 1989
- Charles-Louis Montesquieu, Sobre el gust, Gènova: Marietti, 1990

## Nota
1. ↑  Crf. la pagina Arxivat 2022-04-23 a Wayback Machine. sul sito dell'Università di Trieste.